# Lernanthropus monodi
Lernanthropus monodi is een eenoogkreeftjessoort uit de familie van de Lernanthropidae. De wetenschappelijke naam van de soort is voor het eerst geldig gepubliceerd in 1954 door Delamare Deboutteville & Nunes-Ruivo.